# Guča (wieś)
Guča (cyr. Гуча) – wieś w Serbii, w okręgu morawickim, w gminie Lučani. W 2011 roku liczyła 1955 mieszkańców.